# Когти аксонов
Когти аксонов (англ. The Claws of Axos) — третья серия восьмого сезона британского научно-фантастического телесериала «Доктор Кто», состоящая из четырёх эпизодов, которые были показаны в период с 13 марта по 3 апреля 1971 года.

## Сюжет
Аксоны приземляются на Земле, отчаянно нуждаясь в топливе. Они обещают обменять чудесное вещество, называемое ими «аксонит», на некоторое количество энергии. Как утверждают сами аксоны, аксонит состоит из «разумных» молекул, которые могут воспроизвести любую вещь. Но вскрывается правда, и оказывается, что корабль, аксоны и аксонит — единый организм, который называется Аксос, который питается путём высасывания всех видов энергии через аксонит, включая энергию всех видов жизни на Земле. Сокрытие свойств аксонита нужно для распространения его по всей Земле.
Тем временем Мастер, который был пойман Аксосом и рассказал ему о Земле в обмен на свою жизнь и свободу, сбегает к ТАРДИС Доктора: его собственная захвачена Аксосом. Он планирует починить её и сбежать с Земли.
Аксос заинтересован в знаниях Доктора о путешествиях во времени и теперь планирует расширить свой ареал питания путём путешествий через время и пространство. Доктор, поняв это, решает обмануть Аксос, связав его двигатель с ТАРДИС и послав его в вечную временную петлю. После обмана Мастера, чтобы тот починил ТАРДИС, Доктору удаётся совершить задуманное, и каждая часть Аксоса дематериализуется с Земли, включая автоматонов Аксоса и аксонит.
В конце концов Мастер сбегает в суматохе на своей ТАРДИС с борта Аксоса, Доктор возвращается на Землю, но не по своей воле. Повелители времени запрограммировали ТАРДИС всё время возвращаться на Землю, делая из Доктора, как он говорит, «что-то вроде галактического йо-йо».

## Трансляции и отзывы
| Эпизод            | Дата показа   | Продолжительность | Телезрители (в миллионах) | Archive                   |
| ----------------- | ------------- | ----------------- | ------------------------- | ------------------------- |
| «Эпизод 1»        | 13 марта 1971 | 23:51             | 7,3                       | PAL 2" colour videotape   |
| «Эпизод 2»        | 20 марта 1971 | 24:00             | 8                         | PAL D3 colour restoration |
| «Эпизод 3»        | 27 марта 1971 | 24:05             | 6,4                       | PAL D3 colour restoration |
| «Эпизод 4»        | 3 апреля 1971 | 25:16             | 7,8                       | PAL 2" colour videotape   |
| [ 1 ] [ 2 ] [ 3 ] |               |                   |                           |                           |